# Jobst Hermann de Schaumbourg
Jobst Hermann de Holstein-Schaumbourg, né le 6 octobre 1593 au château de Gemen dans l'arrondissement de Borken en Rhénanie-du-Nord-Westphalie et mort le 5 novembre 1635 à Bückeburg, est un membre de maison Holstein-Schaumbourg.

## Biographie
Jobst Hermann est le fils unique de Henri V, de la maison des comtes de Schaumbourg et de Holstein-Pinneberg. Il est issu de la lignée collatérale qui règne sur Gemen, et de son épouse la comtesse Mathilde de la maison de Limbourg Stirum, une fille du comte Hermann Georges de Limbourg
Après la mort de son père en 1597, il lui succède à Gemen à l'âge de 4 ans, sous la tutelle de sa mère jusqu'en 1614. Après avoir achevé son éducation à Cologne il vit dans la retraite. Lorsque, en 1622, le prince Ernest de Holstein-Schaumbourg qui règne sur le Holstein-Pinneberg meurt sans héritier, sa succession doit revenir à son cousin Hermann (né 15 septembre 1575 - † 15 décembre 1634), l'oncle de Jobst Hermann et l'avant dernier des fils de Jobst II de Schaumbourg qui est son plus proche parent mâle. Toutefois, ce dernier renonce en faveur de son propre neveu  Jobst Hermann au gouvernement des comtés de Holstein-Pinneberg et Schaumbourg. Jobst Hermann succède à son grand-oncle et prend le titre nouveau de « Prince de Schauenbourg-Pinneberg » que ce dernier avait reçu en 1619.
Bien Jobst-Hermann ait été élevé dans la foi catholique, il n'a fait aucune tentative pour imposer sa religion  dans ses domaines. Pendant la Guerre de Trente Ans, malgré son manque de ressources, il réussit à éviter les dévastations des troupes impériales et Hessoises sur Gemen. En revanche, le château de Pinneberg situé au Holstein, autrefois  résidence du comte Otto III et Otto IV de Schaumbourg est pris en 1627 par Jean t'Serclaes, comte de Tilly.
Célibataire et sans descendance légitime, Jobst Hermann meurt le 5 novembre 1635, à l'âge de 42 ans. En raison de la guerre et pour des raisons de coût, il n'est inhumé que le 6 juillet 1642, dans le  mausolée princier de son successeur Otto VI de Schaumbourg à Stadthagen.

### Succession de Gemen
Quand Jobst Hermann meurt célibataire en 1635, une querelle de succession éclate entre la maison de Holstein-Schaumbourg, représentée par Otto VI de Schaumbourg, et la maison de Limburg Stirum au sujet de la seigneurie de Gemen qui se trouve dans l'immédiateté impériale. 
Sa tante maternelle, la comtesse Agnès de Limburg Stirum, qui est abbesse de Vreden engage un conflit et peu après transfère ses droits sur Gemen à son neveu Hermann Otto Ier de Limburg Stirum, un puissant personnage qui mène une carrière de  lieutenant général dans la cavalerie hollandaise. Quand il meurt en 1644, il laisse Gemen à son second fils Adolphe Ernest de Limbourg Stirum, qui épouse Isabelle, la fille du comte Alexandre de Velen-Meggen-Raesfeld. Adolphe Ernest tente en vain d'imposé le catholicisme à Gemen.